# Fiji Airways
Fiji Airways (zwischen 1971 und 2013 Air Pacific) ist die nationale Fluggesellschaft der Fidschi-Inseln mit Sitz in Nadi und Basis auf dem Flughafen Nadi. Im Juni 2018 wurde die Fluggesellschaft erstes Mitglied der oneworld connect und ist seit April 2025 Vollmitglied von oneworld.

## Geschichte

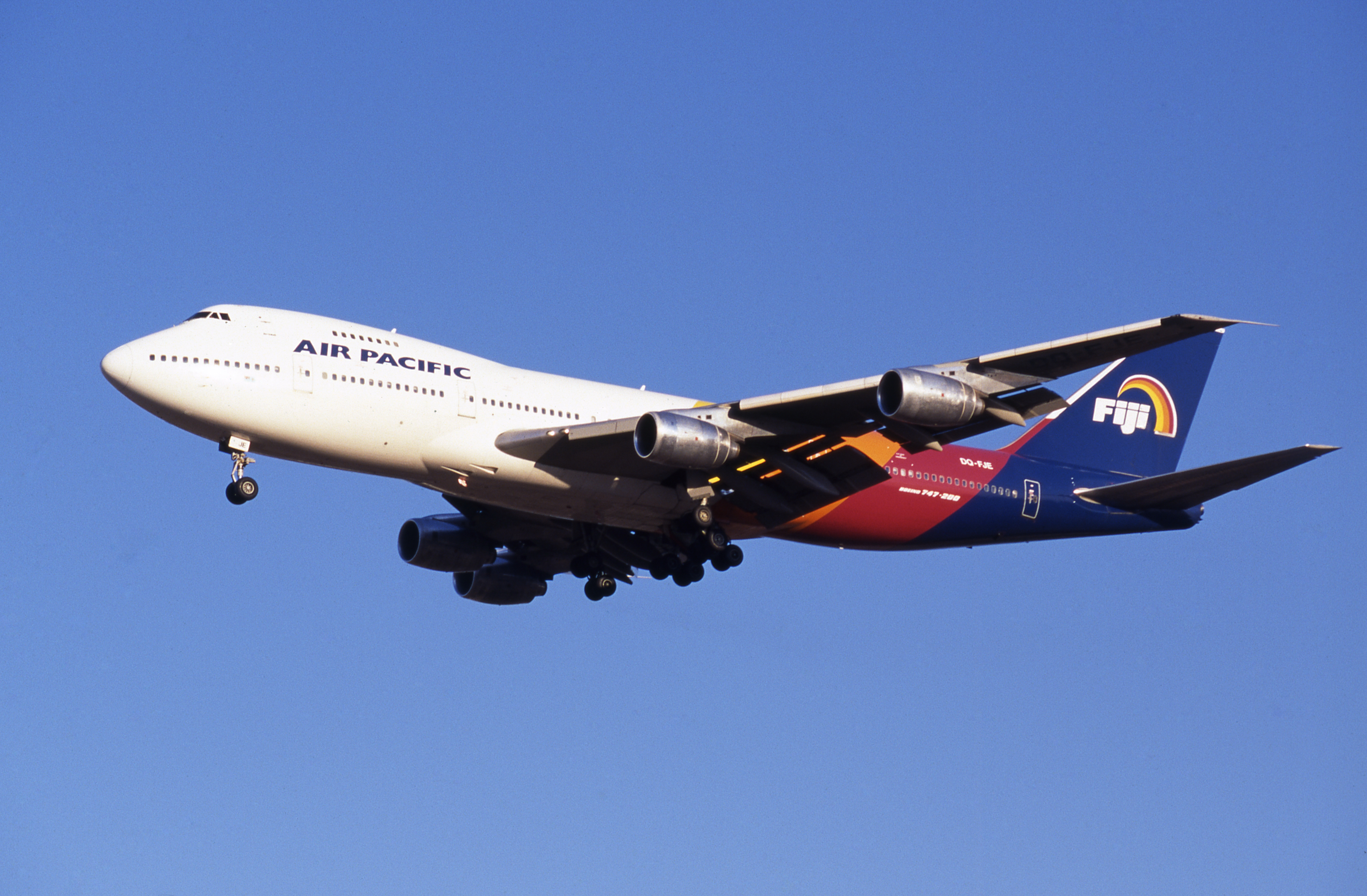
Boeing 747-200 der Air Pacific im Jahr 1998

Fiji Airways wurde 1947 von Harold Gatty als Katafanga Estates Limited gegründet. Im September 1951 begann der planmäßige Inlandsflugdienst unter dem Namen Fiji Airways. Im Juli 1971 wurde der Name in Air Pacific geändert, nachdem die Fiji Air Services diesen Namen an die Gesellschaft abgetreten hatte. 
1974 begann man mit ersten Auslandsflügen nach Auckland, Neuseeland. 1975 folgten Flüge nach Brisbane über Noumea in Neukaledonien. 1983 flog dann erstmals eine McDonnell Douglas DC-10 nach Honolulu. 
1985 stieg Qantas mit einer Managementbeteiligung bei Air Pacific ein und erweiterte seine Anteile auf 46,05 %. 51 % hält weiterhin die Regierung Fidschis, 1,94 % Air New Zealand und weitere 0,74 % die Inselstaaten Nauru, Kiribati, Samoa und Tonga. 
Air Pacific erhielt ihre erste Boeing 737-700 am 22. September 1998 und ihre erste 737-800 am 24. Mai 1999. Im April 2011 stornierte sie einen Auftrag über acht Boeing 787-8 infolge von Lieferverzögerungen. Stattdessen erfolgte im Oktober 2011 eine Bestellung über drei Airbus A330-200 zur Modernisierung der Langstreckenflotte.
Am 27. Juni 2013 wurde Air Pacific wieder in Fiji Airways umbenannt. Gleichzeitig wurde ein vollständig neues Corporate Design eingeführt. Im September 2013 wurde der deutsche Stefan Pichler Vorstandsvorsitzender und Mitglied des Aufsichtsrates. Unter seiner Leitung wurde 2013 ein Fünfjahresplan ausgearbeitet, um Fiji in die Gewinnzone zurückzubringen. Das Ziel wurde 2015 mit einer Dividendenzahlung in der Höhe von 2,5 Millionen Fidschi-Dollar erreicht.
Am 22. November 2016 unterzeichnete Fiji Airways eine Absichtserklärung zum Kauf von fünf Boeing 737 MAX 8.

## Flugziele
Fiji Airways fliegt von ihrer Heimatbasis Nadi aus zahlreiche Ziele in der Südsee an. Daneben werden Städte in Ozeanien, Ostasien und Nordamerika bedient.
Codesharing
Fiji Airways unterhält Codeshare-Abkommen mit Air New Zealand, Alaska Airlines, American Airlines, Cathay Pacific, Solomon Airlines und Qantas Airways.

## Flotte

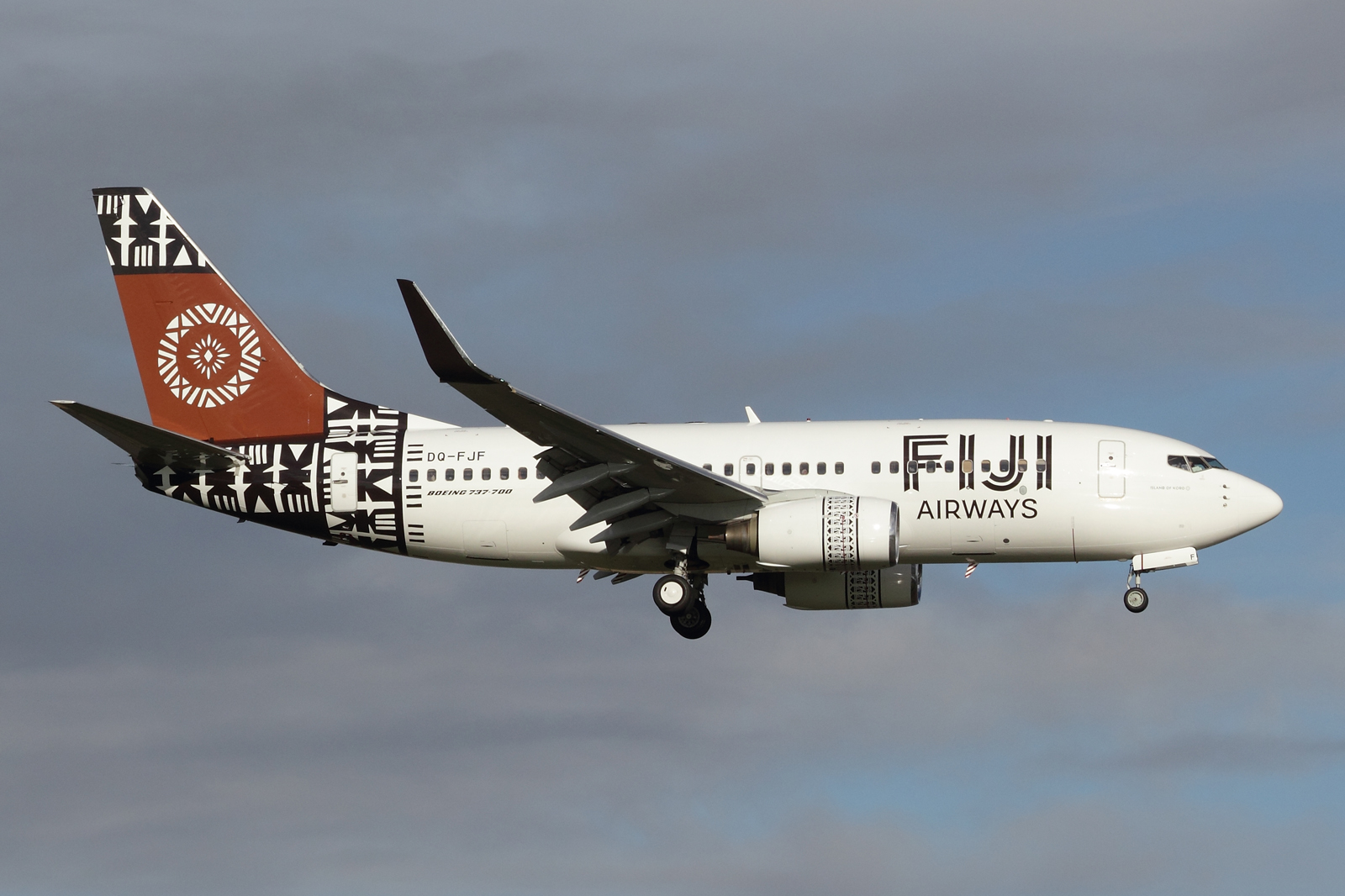
Boeing 737-700 der Fiji Airways

### Aktuelle Flotte
Mit Stand April 2025 besteht die Flotte der Fiji Airways aus 14 Flugzeugen mit einem Durchschnittsalter von 8,3 Jahren:
| Flugzeugtyp      | Anzahl | bestellt | Anmerkungen               | Sitzplätze (Business/Economy) | Durchschnittsalter |
| ---------------- | ------ | -------- | ------------------------- | ----------------------------- | ------------------ |
| Airbus A330-200  | 03     |          |                           | 273 (24/249)                  | 11,9 Jahre         |
| Airbus A330-300  | 01     |          |                           | 313 (24/289)                  | 9,3 Jahre          |
| Airbus A350-900  | 04     |          |                           | 334 (33/301)                  | 6,0 Jahre          |
| Boeing 737-800   | 01     |          | mit Winglets ausgestattet | 170 (8/162)                   | 17,9 Jahre         |
| Boeing 737 MAX 8 | 05     |          |                           | 170 (8/162)                   | 5,8 Jahre          |
| Gesamt           | 14     | -        |                           |                               | 8,3 Jahre          |

Weitere Flugzeuge werden von der Tochtergesellschaft Fiji Link betrieben.

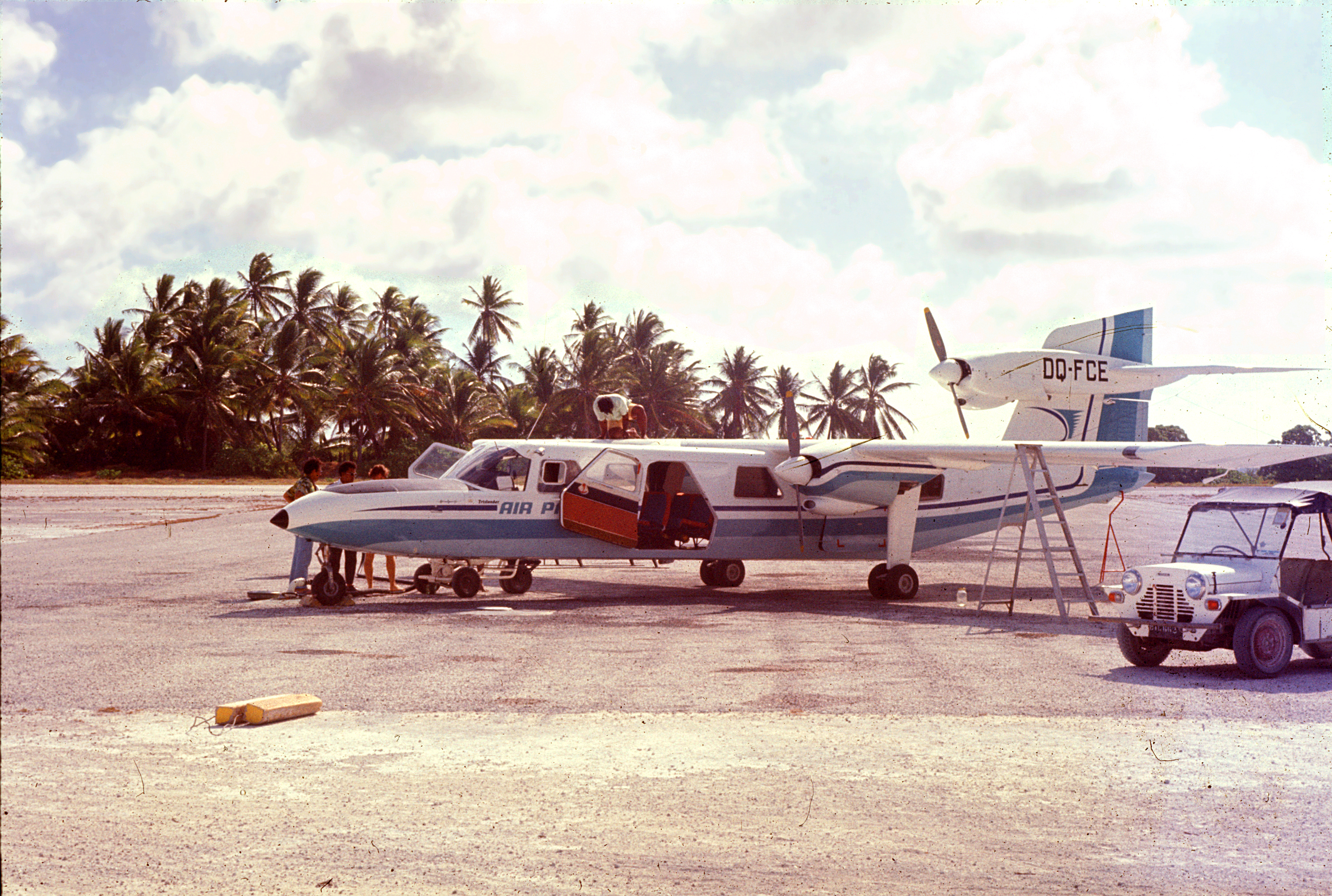
Britten-Norman Trislander der Air Pacific

### Ehemalige Flugzeugtypen
- BAC 1-11
- Boeing 737-700
- Boeing 747-200
- Boeing 747-400
- Boeing 767
- Britten-Norman Trislander
- Hawker Siddeley HS 748
- McDonnell Douglas DC-10

## Trivia
- Fiji Airways transportiert noch immer Haiflossen, ein Geschäft, das zum Beispiel von Korean Air, Air New Zealand und Asiana Airlines verweigert wird.[12]
- Fiji Airways hat einen Eintrag im Guinness-Buch der Rekorde für die in größter Höhe (41.000 Fuß, 12.496,8 m) durchgeführte Hochzeitsfeier.[13]